# Controvérsia de Bill Ayers nas eleições presidenciais de 2008

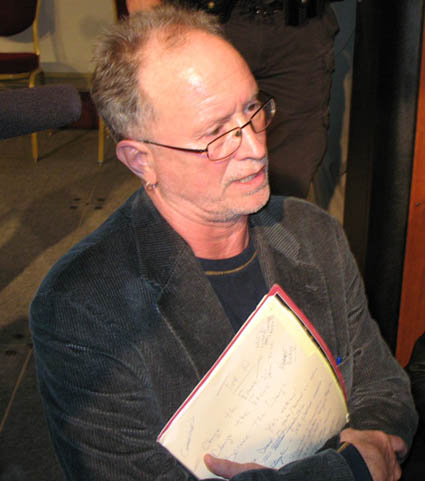
Bill Ayers fala ao público após um fórum sobre reforma educacional na Universidade Estadual da Flórida (12 de janeiro de 2009).

Durante a eleição presidencial dos EUA em 2008, surgiu uma controvérsia sobre a relação de Barack Obama com Bill Ayers, um professor da Universidade de Illinois em Chicago e ex-líder da Weather Underground, uma organização radical de esquerda da década de 1970. Investigações conduzidas pela CNN, pelo The New York Times e por outras organizações jornalísticas concluíram que Obama não tinha uma relação próxima com Ayers.
Ayers e sua esposa, Bernardine Dohrn [en], organizaram um evento em sua casa em 1995, no qual Alice Palmer apresentou Obama como seu sucessor escolhido para o Senado do Estado de Illinois. Obama e Ayers serviram juntos no conselho de administração da Woods Fund of Chicago [en] por três anos, de 1999 a 2002.
A questão foi inicialmente levantada pela imprensa britânica e americana, seguida por blogs conservadores e programas de rádio, e, posteriormente, pelo moderador George Stephanopoulos durante um debate entre Hillary Clinton e Obama em abril de 2008. A conexão Obama–Ayers foi considerada uma questão central da campanha pelo candidato presidencial republicano John McCain e pela candidata a vice-presidente Sarah Palin durante a campanha eleitoral de 2008. Obama condenou o passado de Ayers, e afirmou que não tinha uma associação próxima com ele. Investigações do The New York Times, da CNN e de outras organizações jornalísticas concluíram que Obama não tinha uma relação próxima com Ayers.

## Contexto

### William Ayers e Bernardine Dohrn
Ayers integrou o comitê central de cinco membros que liderava os Weathermen desde sua criação no verão de 1969. Em 1969, Dohrn também se juntou ao grupo. Larry Grathwohl, um informante do FBI que esteve com os Weathermen entre o outono de 1969 e a primavera de 1970, considerava Ayers e Dohrn os dois principais líderes da organização. No início de 1970, o grupo começou uma série de atentados, principalmente contra edifícios governamentais, que continuaram até 1975. O grupo escolhia seus alvos intencionalmente para evitar ferimentos humanos; no entanto, uma bomba projetada em março de 1970 para ser usada em um baile de suboficiais em Fort Dix, Nova Jersey, causou a morte de três membros dos Weathermen durante uma explosão acidental [en] enquanto era montada. Após a explosão acidental, os membros remanescentes se mudaram e assumiram identidades falsas.
Durante o período "na clandestinidade", Ayers e Dohrn formaram um relacionamento que resultou no nascimento de dois filhos, em 1977 e 1980. No final dos anos 1970, durante uma divisão do grupo, o casal aderiu à facção que defendia a rendição às autoridades. Em 1980, eles próprios tomaram essa decisão. Ambos foram poupados de processos federais devido a má conduta do governo durante as investigações. Dohrn recebeu três anos de liberdade condicional e uma multa de 1.500 dólares por acusações do estado de Illinois, mas posteriormente cumpriu sete meses de prisão por se recusar a testemunhar perante um grande júri sobre seus ex-colegas dos Weathermen.
Ayers e Dohrn são descritos como figuras proeminentes em seu bairro de Hyde Park, Chicago, sendo "amplamente aceitos nos círculos liberais que dominam a política" local, segundo Ben Smith, escritor do Politico. Seus colegas políticos e ativistas acreditam que suas realizações nas últimas décadas superam suas atividades radicais da era do Vietnã. Ayers foi descrito como "muito respeitado e proeminente em Chicago, com uma reputação nacional como educador".
Em conjunto com a publicação de um memoir pessoal em 10 de setembro de 2001, Ayers deu uma entrevista ao The New York Times em julho, publicada em 11 de setembro. Ayers escreveu posteriormente uma carta ao editor afirmando que a entrevista o citou incorretamente e deturpou suas opiniões, especialmente sobre a alegação do repórter de que Ayers desejara ter colocado mais bombas. "Não é uma questão de ser mal interpretado ou 'tirado de contexto', mas de distorção deliberada."

### Interação entre Obama e Ayers
Obama e Ayers se encontraram pela primeira vez na reunião inaugural do conselho de diretores do Chicago Annenberg Challenge, realizada ao meio-dia de 15 de março de 1995, na sede da Spencer Foundation, no 28º andar do edifício 900 North Michigan, em Chicago. Ayers e Anne Hallett, coautores da proposta de subsídio do Chicago Annenberg Challenge e líderes do Chicago School Reform Collaborative, participaram de seis reuniões iniciais do conselho para informar os diretores e de uma coletiva de imprensa em 22 de junho de 1995, na qual os membros do conselho de diretores foram anunciados.
Em 27 de junho de 1995, a senadora estadual Alice Palmer anunciou que concorreria à vaga no 2º Distrito Congressional ocupada pelo deputado federal indiciado Mel Reynolds [en] e que abriria mão de sua cadeira no Senado estadual em vez de concorrer à reeleição em 1996. Na semana seguinte, jornais relataram que Obama, apoiado por Palmer e cujo memoir Dreams from My Father seria publicado em 18 de julho de 1995, anunciaria sua candidatura e seria um dos favoritos para a vaga de Palmer no Senado estadual. Em 19 de setembro de 1995, Obama anunciou sua candidatura à cadeira de Palmer no Senado estadual para cerca de duzentos apoiadores no Ramada Inn Lakeshore, onde Palmer o apresentou e endossou como seu sucessor. Em algum momento do segundo semestre de 1995, Ayers e Dohrn organizaram um café em sua residência no 4º Ward Kenwood (a um quilômetro e meio a noroeste do condomínio de Obama no 5º Ward Hyde Park) no qual Palmer apresentou Obama como sua escolha para sucedê-la como senador estadual para cerca de uma dúzia de convidados, incluindo o proeminente médico de Chicago Quentin Young, coordenador nacional do Médicos para um Programa Nacional de Saúde, que defende um seguro de saúde nacional universal e de pagador único.
Em novembro de 1993, Barack Obama tornou-se um dos cinco diretores fundadores do Woods Fund of Chicago quando este se separou do Woods Charitable Fund, incorporado em Lincoln, Nebraska, e atuou como diretor por nove anos, até dezembro de 2002. Bill Ayers foi diretor do Woods Fund of Chicago por nove anos, de dezembro de 1999 a dezembro de 2008, coincidindo com Obama por três anos, de dezembro de 1999 a dezembro de 2002. Laura S. Washington, presidente do Woods Fund, afirmou que o pequeno conselho tinha uma atmosfera colegial, "amigável, mas profissional", e se reunia quatro vezes por ano por meio dia, principalmente para aprovar subsídios.
Em 2 de março de 2001, Ayers fez uma contribuição de US$ 200 para a terceira campanha de Obama ao Senado de Illinois.
Em 20 de abril de 2002, o curso de primavera da Universidade de Illinois em Chicago, "LAS 400: A Universidade e a Esfera Pública; Intelectuais Públicos e Sua Influência Social", concluiu com a conferência "Intelectuais: Quem Precisa Deles?", que incluiu uma discussão em painel com seis participantes (incluindo Ayers e Obama) sobre "Intelectuais em Tempos de Crise: Experiências e aplicações do trabalho intelectual em situações urgentes", das 14h15 às 15h45, gratuita e aberta ao público, no centro estudantil UIC Chicago Illini Union, na 828 S. Wolcott Avenue.
Em junho de 2005, os Obamas compraram e se mudaram para uma casa no 4º Ward Kenwood, na Greenwood Avenue, a quatro quarteirões da residência de Ayers.
Um artigo do USA Today de agosto de 2008 relatou que "a última vez que Obama viu Ayers foi há cerca de um ano, quando cruzou com ele enquanto pedalava no bairro", segundo Ben LaBolt, porta-voz da campanha. "A sugestão de que Ayers foi um conselheiro político de Obama ou alguém que moldou suas visões políticas é patentemente falsa." Em outubro de 2008, o The New York Times informou que Obama não tinha uma relação significativa com Ayers. Em uma entrevista de novembro de 2008 ao The Washington Post, Ayers afirmou que conhecia Obama apenas superficialmente: "Acho que meu relacionamento com Obama era provavelmente como o de milhares de outros em Chicago e, como milhões e milhões de outros, eu gostaria de conhecê-lo melhor."

## Questão na campanha presidencial
Os contatos de Obama com Ayers eram de conhecimento público em Chicago por anos. A conexão foi então abordada por blogs e jornais nos Estados Unidos, incluindo o The Huffington Post.

#### Debates nas primárias
O escritor de mídia do The Washington Post, Howard Kurtz, escreveu que a conexão entre os dois chicagoanos foi "quase ignorada pela mídia, exceto pela Fox", até ser levantada em um debate das primárias. Durante o debate das primárias do Partido Democrata em Filadélfia em 16 de abril de 2008, o moderador George Stephanopoulos questionou Obama sobre sua associação com Ayers (após o comentarista conservador Sean Hannity sugerir a pergunta no dia anterior). Stephanopoulos perguntou ao candidato: "Você pode explicar essa relação para os eleitores e explicar aos democratas por que isso não será um problema?"
Obama respondeu:
Esse é um cara que mora no meu bairro, que é professor de inglês em Chicago, que eu conheço e de quem não recebi nenhum endosso oficial. Ele não é alguém com quem eu troco ideias regularmente. E a noção de que, de alguma forma, por eu conhecer alguém que cometeu atos detestáveis há 40 anos, quando eu tinha oito anos, isso reflete em mim e nos meus valores não faz muito sentido, George.
A resposta de Obama levou a um embate com Clinton, no qual ela disse: "O senador Obama serviu em um conselho com o Sr. Ayers por um período, o Woods Fund, que era uma posição de diretoria remunerada." Obama então mencionou o perdão do presidente Bill Clinton a Linda Sue Evans e Susan Rosenberg, duas ex-membros do Weather Underground condenadas por suas ações após ingressarem no grupo dissidente Organização Comunista 19 de maio [en]. No domingo seguinte, Stephanopoulos perguntou ao candidato presidencial republicano John McCain sobre o patriotismo de Obama, e McCain respondeu: "Tenho certeza de que ele é muito patriota", mas acrescentou: "Mas sua relação com o Sr. Ayers é questionável."
Em 17 de maio, enquanto a controvérsia continuava, a campanha de Obama publicou seu próprio "Fact Check" sobre as declarações de Clinton a respeito da suposta relação entre Ayers e Obama.

### Campanha eleitoral geral

##### Declarações de McCain e da campanha
Em abril de 2008, John McCain começou a questionar as interações de Obama com Ayers, e isso tornou-se um tema na campanha eleitoral geral posterior.
Em agosto de 2008, o Partido Republicano criou o site barackbook.com, como uma paródia do Facebook, no qual Ayers é listado como um dos "amigos" de Obama. O site contém um perfil de usuário fictício para Ayers, que descreve o assunto e as supostas conexões de Obama com ele. Naquele mês, o American Issues Project começou a exibir um anúncio que destacava a relação entre os dois, contendo o seguinte texto: "Barack Obama é amigo de Ayers, defendendo-o como, cito, 'Respeitável' e 'Mainstream'. A carreira política de Obama foi lançada na casa de Ayers. E os dois serviram juntos em um conselho de esquerda. Por que Barack Obama seria amigo de alguém que bombardeou o Capitólio e está orgulhoso disso? Você sabe o suficiente para eleger Barack Obama?"
Em outubro de 2008, após a campanha de McCain anunciar que intensificaria os ataques ao candidato presidencial democrata, Sarah Palin fez discursos dizendo que Obama estava "andando com terroristas". Para embasar sua alegação, Palin citou um artigo do The New York Times que, na verdade, concluiu que Obama e Ayers não eram próximos. O artigo afirmava que outras publicações, incluindo The Washington Post, Time, The Chicago Sun-Times, The New Yorker e The New Republic, disseram que suas reportagens não sustentavam a ideia de que Obama e Ayers tinham uma relação próxima. A CNN considerou as alegações de Palin falsas de forma independente, afirmando: "Não há indicação de que Ayers e Obama estejam agora 'andando juntos', ou que tenham tido uma relação contínua nos últimos três anos. Também não há nada que sugira que Ayers esteja agora envolvido em atividades terroristas ou que outros associados de Obama estejam." O Comitê Nacional Republicano e a campanha de McCain lançaram anúncios adicionais de ataque, chamando Obama de "muito perigoso para a América".
Em 16 de outubro, a campanha de McCain lançou uma campanha massiva de robocall que reproduzia uma mensagem automatizada ligando Ayers a Obama.

#### Resposta da campanha de Obama
A campanha de Obama adicionou uma seção sobre Ayers ao seu site "Fight the Smears", onde argumentou que o ataque por parte de "uma campanha desesperada de McCain" e outros grupos era uma "difamação", citando comentários de jornais que chamavam a associação de "falsa", "tênue" e "exagerada, na melhor das hipóteses, se não completamente falsa".
Em agosto de 2008, o advogado da campanha de Obama, Robert Bauer, escreveu às emissoras de TV que exibiam o anúncio do American Issues Project, dizendo: "Sua emissora está comprometida em operar no interesse público, um objetivo que não pode ser satisfeito ao aceitar material de tal falsidade maliciosa por compensação", e escreveu ao vice-procurador geral adjunto dos EUA, John C. Keeney, descrevendo o anúncio como uma "tentativa deliberada de evadir as restrições da lei eleitoral federal". A campanha de Obama veiculou um anúncio de TV próprio em mercados selecionados que dizia, em parte: "Com todos os nossos problemas, por que John McCain está falando sobre os anos 60, tentando ligar Barack Obama ao radical Bill Ayers? McCain sabe que Obama denunciou os crimes de Ayers, cometidos quando Obama tinha apenas oito anos." Naquele mês, Obama começou a responder aos discursos de Palin em 5 de outubro de 2008, em um evento em Asheville, Carolina do Norte: "O senador McCain e seus aliados estão apostando que podem distraí-lo com difamações em vez de falar com você sobre substância. Eles preferem tentar derrubar nossa campanha do que erguer este país. É isso que você faz quando está fora de sintonia, sem ideias e com o tempo se esgotando."

#### Dreams from My Father
Em 2008 e 2009, alguns comentaristas conservadores afirmaram que a autobiografia de Barack Obama, Dreams from My Father, foi escrita ou escrita por um ghostwriter, Bill Ayers. Em uma série de artigos no American Thinker e no WorldNetDaily [en], o autor Jack Cashill alegou que sua análise do livro indicava o estilo de escrita de Ayers. No final de outubro, o congressista americano Chris Cannon e seu cunhado tentaram contratar o professor da Universidade de Oxford, Peter Millican, para provar a autoria de Ayers por meio de análise computacional. Millican recusou após não receberem a garantia de que seus resultados seriam publicados, independentemente do desfecho. Millican mais tarde criticou a alegação, dizendo que "não encontrou evidências para a hipótese de ghostwriting de Cashill", que era "improvável" e que se sentia "totalmente confiante de que é falsa". Na biografia não autorizada de 2009, Barack and Michelle, o autor Christopher Andersen repetiu a alegação de Cashill. Quando questionado sobre as alegações em 2009, Ayers disse, aparentemente em tom de brincadeira, que escreveu o livro a pedido de Michelle Obama, o que desencadeou uma nova cobertura das alegações em blogs conservadores.

### Resposta de Ayers
Ayers manteve um perfil discreto durante a controvérsia. Após a eleição, ele escreveu um artigo de opinião no qual explicou:
Com a mídia mainstream e a blogosfera envolvidas na excitação pré-eleitoral, não vi um caminho viável para uma discussão racional. Em vez de entrar desajeitadamente na cultura dos soundbites, me afastei sempre que os microfones eram apontados para o meu rosto. Eu fiquei de fora.
Seu artigo pós-eleição argumentou que os ataques a Obama foram um "drama profundamente desonesto", incluindo uma falsa representação de Ayers como terrorista ("Eu nunca matei ou feri ninguém") e uma exagerada conexão com Obama ("Não andávamos juntos, e eu não tinha nada a ver com suas posições").
Em uma entrevista de 2013 com o Daily Beast, Ayers disse o seguinte:
David Axelrod disse que éramos amigáveis, isso era verdade; servimos juntos em alguns conselhos, isso era verdade; ele realizou um evento de arrecadação de fundos na nossa sala de estar, isso era verdade; Michelle [Obama] e Bernardine estavam juntas na firma de advocacia, isso era verdade. Hyde Park em Chicago é um bairro pequeno, então quando ele disse que eu era "um cara do bairro", isso era verdade. Hoje, eu gostaria de conhecê-lo melhor e que ele me ouvisse. Obama não é um radical. Eu gostaria que fosse, mas ele não é.

## Reações à controvérsia
Após o surgimento da controvérsia, Ayers foi defendido por autoridades e outros em Chicago. O prefeito Richard M. Daley emitiu uma declaração em apoio a Bill Ayers no dia seguinte (17 de abril de 2008), assim como o Chicago Tribune em um editorial. Em 18 de abril, John F. Harris e Jim VandeHei do Politico escreveram que as perguntas "sobre a associação de Obama com o radical dos anos 60 William Ayers ... eram totalmente pertinentes. Se algo, estavam atrasadas para um favorito e provável indicado."
Ayers permaneceu no conselho de diretores do Woods Fund of Chicago. A presidente do Woods Fund, Laura Washington, disse que era "ridículo sugerir que há algo de inapropriado" sobre os dois homens servirem no conselho da fundação.

No final de maio de 2008, Michael Kinsley, um crítico de longa data de Ayers, argumentou na Time que a relação de Obama com Ayers não deveria ser um problema de campanha:
Se a relação de Obama com Ayers, por mais tangencial que seja, expõe Obama como um radical, ou pelo menos como um homem com péssimo julgamento, ele compartilha esse radicalismo ou péssimo julgamento com uma lista cômica de chicagoanos respeitáveis e outros — incluindo republicanos e conservadores — que abraçaram Ayers e Dohrn como boa companhia, bons cidadãos, até mesmo especialistas em questões infantis ... Ayers e Dohrn são desprezíveis, e ainda assim fazer da relação de Obama com eles um problema é absurdo.
A conexão Obama-Ayers foi mencionada no livro de Jerome Corsi [en], The Obama Nation [en], publicado em agosto e destinado a derrotar Obama; e no livro do autor conservador David Freddoso, The Case Against Barack Obama [en], onde ele escreveu que a situação levantava questões sobre o julgamento e as influências de Obama. Em maio e agosto, o colunista e membro do conselho editorial do Chicago Tribune, Steve Chapman, sugeriu que, embora Obama tenha sido "justamente criticado por seus laços" com Ayers, a cobertura dessa conexão deveria ser equiparada a uma cobertura equivalente da associação de John McCain com o condenado no caso Watergate, G. Gordon Liddy.
Em 23 de setembro de 2008, Stanley Kurtz, comentarista conservador no Centro de Ética e Políticas Públicas, escreveu um artigo de opinião no The Wall Street Journal após revisar os arquivos do Chicago Annenberg Challenge (CAC) na Biblioteca Daley da Universidade de Illinois em Chicago. Na opinião de Kurtz, "Obama e Ayers trabalharam como uma equipe para avançar a agenda do CAC" e "Como presidente do CAC, Obama estava dando apoio moral e financeiro a Ayers e seu círculo radical."
Sol Stern, um crítico de longa data das ideias de Ayers sobre reforma escolar, escreveu no City Journal [en] que "a imprensa — e os moderadores de debates — não deveriam deixar Bill Ayers e Barack Obama escaparem", e que "Chamar Bill Ayers de reformador escolar é um pouco como chamar Joseph Stalin de reformador agrícola."

William C. Ibershof, o principal procurador federal do caso Weather Underground, escreveu ao The New York Times em 9 de outubro de 2008:
Estou surpreso e indignado que o senador Barack Obama esteja sendo ligado às atividades terroristas de William Ayers de 40 anos atrás, quando Obama era, como ele mesmo observou, apenas uma criança. Embora eu quisesse muito obter condenações contra todos os Weathermen, incluindo Bill Ayers, estou muito satisfeito em saber que ele se tornou um cidadão responsável.